# تیم ملی فوتبال رومانی

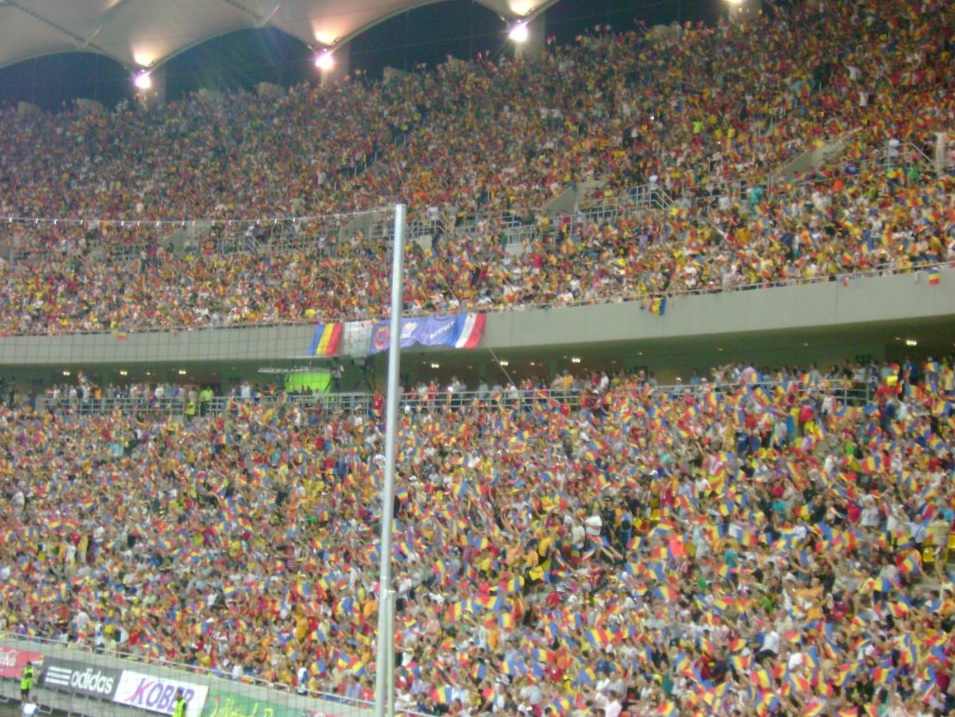
طرفداران تیم ملی فوتبال رومانی

تیم ملی فوتبال رومانی یک تیم فوتبال بین‌المللی است که به نمایندگی از کشور رومانی به میدان می‌رود. این تیم زیر نظر فدراسیون فوتبال رومانی فعالیت می‌کند.
تیم ملی فوتبال رومانی یکی از چهار تیم اروپایی حاضر در اولین جام جهانی فوتبال یعنی جام جهانی فوتبال ۱۹۳۰ بود که در کشور اروگوئه برگزار شد و در کنار کشورهای فرانسه و بلژیک و یوگسلاوی در این جام شرکت کرد.
تیم ملی فوتبال رومانی تاکنون در ۷ جام جهانی شرکت داشته‌است که آخرین آنها به جام جهانی فوتبال ۱۹۹۸ فرانسه مربوط می‌شود. آنها در جام جهانی فوتبال ۱۹۹۴ آمریکا به مرحلهٔ یک چهارم نهایی راه یافتند که بهترین عملکردشان در طول تمام ادوار جام‌های جهانی بود که در آن شرکت داشتند. همچنین در همین جام آنها با هدایت بازیساز بزرگ و محبوب و نامی خود گئورگی هاجی توانستند در مرحله یک‌هشتم پایانی با نتیجهٔ سه بر دو از سد تیم ملی فوتبال آرژانتین، نائب قهرمان جام قبلی بگذرند.